# Trattato di Mosca (1921)
Il trattato di Mosca fu un trattato d'amicizia tra il governo della Grande assemblea nazionale turca e la Russia sovietica. Fu firmato il 16 marzo 1921.
All'epoca il Movimento Nazionale Turco guidato da Mustafa Kemal era in lotta contro le potenze dell'Intesa per resistere all'attuazione del trattato di Sèvres e costituire una Repubblica Turca indipendente. In Russia, i bolscevichi di Vladimir Lenin, che avevano preso il potere nel novembre 1917, stavano combattendo le fasi finali della guerra civile.
L'accordo disponeva il riconoscimento reciproco delle parti come unici governi legittimi dei rispettivi Paesi, la cessione della città portuale di Batumi alla Georgia, e l'istituzione del Naxçıvan come distretto autonomo sotto la tutela dell'Azerbaigian. Inoltre, veniva proclamata la vicinanza ideologica tra il movimento kemalista e il comunismo bolscevico. I trattati precedenti tra Turchia e Russia, così come il regime delle capitolazioni, erano considerati estinti, mentre le questioni relative alla navigazione nel Mar Nero e negli stretti turchi venivano rinviate a una successiva conferenza diplomatica.
A esso seguì nell'ottobre 1921 il trattato di Kars, concluso tra la Turchia e le Repubbliche sovietiche di Armenia, Azerbaigian e Georgia.